# Șerbănești, Suceava
Șerbănești este un sat în comuna Zvoriștea din județul Suceava, Moldova, România.
Este situată la aproximativ 20 de kilometri de orașul Suceava pe șoseaua DN 29A Suceava-Dorohoi. De asemenea, localitatea este poziționată la granița dintre județele Suceava și Botoșani, granița fiind făcută de către râul Siret.
Printre atracțiile locale se numără lunca Siretului, lacul de acumulare Bucecea aflat la 4 km în aval, dealurile Vărărie și Pleșa, precum și pădurile din apropiere.
Din punct de vedere istoric, localitatea se mândrește cu Biserica "Sf. Voievozi", biserică de lemn construită de Ioniță Stârcea în anul 1778.

## Obiective turistice
- Biserica de lemn din Șerbănești - monument istoric construit în anul 1778; se află în cimitirul satului

 Acest articol despre o localitate din județul Suceava este deocamdată un ciot. Puteți ajuta Wikipedia prin completarea lui.